# Christian (Waldeck)
Christian von Waldeck (* 25. Dezember 1585 in Eisenberg; † 31. Dezember 1637 in Waldeck) war Graf von Waldeck und Begründer der Neuen Linie Waldeck-Wildungen sowie kaiserlicher Kammerherr.

## Leben

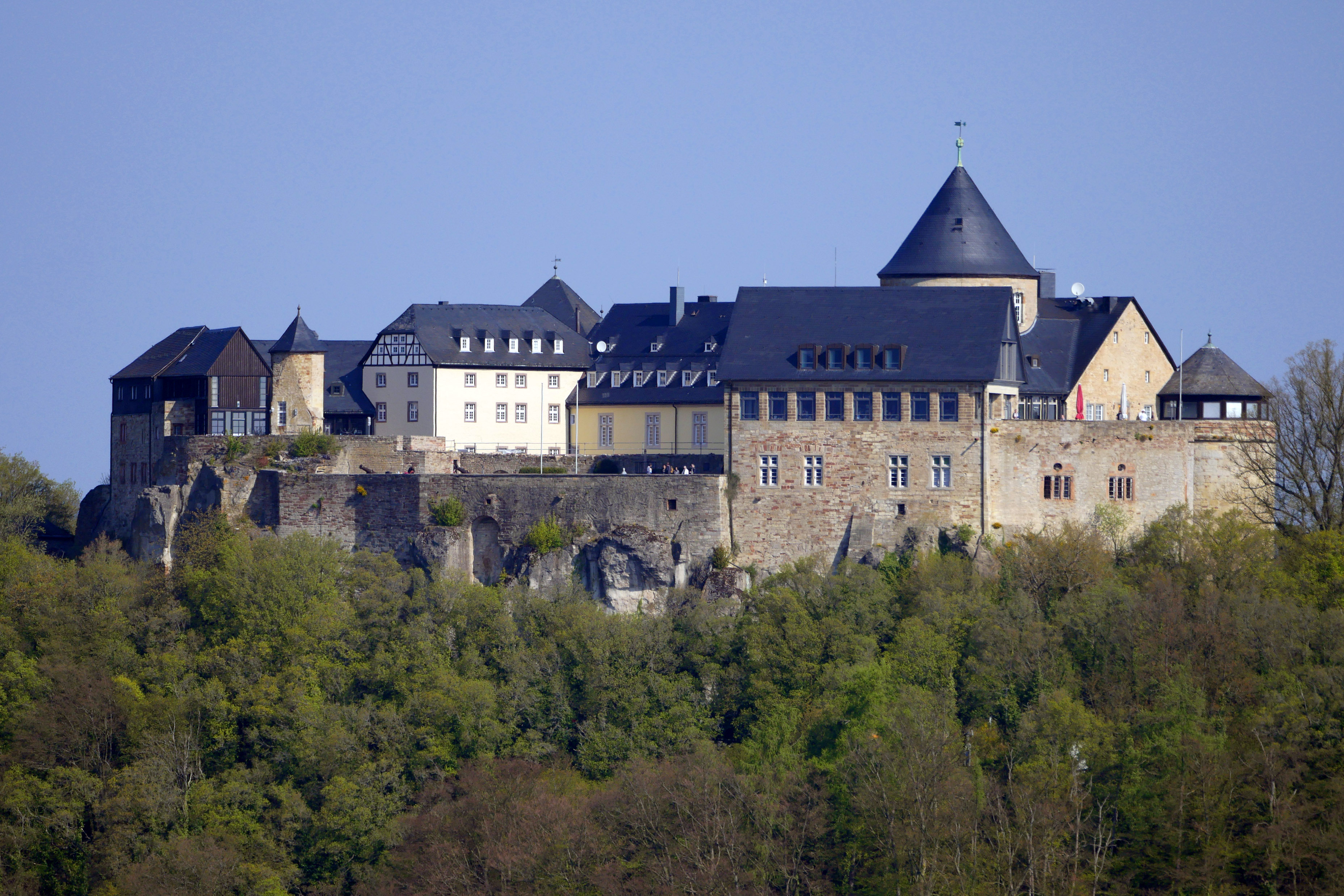
Wohnsitz Schloss Waldeck am Edersee in Hessen

Christian war Sohn des Grafen Josias I. von Waldeck-Eisenberg (1554–1588) und dessen Frau Marie von Barby (1563–1619), nachmals Gräfin von Erbach. Damit gehörte er dem Haus Waldeck an. Er war Vormund für seinen Neffen Simon Ludwig (1627–1631) und dessen Sohn Simon Philipp (1636–1637) in der Grafschaft Lippe.
1607 teilten er und sein Bruder Wolrad IV., der die Neuere Eisenberger Linie des Grafenhauses begründete, die Grafschaft unter sich auf.
„Er liebte Wissenschaft und Künste und war allen Gelehrten geneigt. Gottes Wort hat er herzlich geliebt und für Kirche, Schule und Hospitäler eifrig gesorgt,“ versprach auch, dass er eifrig bei der evangelischen Religion bleiben wolle. Aber dem Drängen der Geistlichkeit konnte er schließlich nicht widerstehen, und so gab er 1630 den Befehl, 'dass das Zauberlaster auszurotten die äußersten Mittel angewandt werden.' (Klettenberg, zitiert nach Eichler, S. 123)
Auf Christian folgte sein Sohn Philipp VII. als Graf von Waldeck zu Wildungen. Der jüngere Sohn Johann (1623–1668) wurde als Johann II. Graf von Waldeck zu Landau.

## Hexenprozesse
Graf Christian I. von Waldeck war verantwortlich für die besonders heftige Serie von Hexenprozessen in Wildungen, die 1629 begann. Sie forderte 29 Opfer bis 1632, darunter Elisabeth Kotzenberg, Ehefrau des gräflichen Waldeckschen Sekretärs und hainaschen Vogts Günther Samuel. Sie widerstand der Folter und starb am 3. Juli 1630 im Rathausgefängnis.

## Ehe und Nachkommen
Am 18. November 1604 heiratete er die Gräfin Elisabeth (1584–1661), Tochter des Grafen Johann VII. von Nassau-Siegen und dessen Gattin Magdalena von Waldeck-Wildungen. Aus der Ehe gingen 16 Kinder hervor:
- Maria Magdalena (1606–1671) ⚭ 1623 Graf Simon VII. zu Lippe
- Sofie Juliane (1607–1637) ⚭ 1633 Hermann von Hessen-Rotenburg, Sohn des Landgrafen Moritz von Hessen-Kassel
- Anna Augusta (1608–1658) ⚭ 1627 Graf Johann VIII. (Sayn-Wittgenstein-Hohenstein)
- Elisabeth (1610–1647) ⚭ 1634 Graf Wilhelm Wirich von Daun-Falkenstein
- Moritz (1611–1617)
- Katharina (1612–1649)

1. ⚭ 1631 Graf Simon Ludwig zu Lippe
2. ⚭ 1641 Herzog Philipp Ludwig (Schleswig-Holstein-Sonderburg-Wiesenburg)

- Philipp VII. von Waldeck-Wildungen (1613–1645) ⚭ 1634 Gräfin Anna Katharina von Sayn-Wittgenstein
- Christine (1614–1679) ⚭ 1642 Graf Ernst von Sayn-Wittgenstein-Homburg
- Dorothea (1616–1661) ⚭ 1641 Graf Emich XIII. von Leiningen-Falkenburg
- Agnes (1617–1651) ⚭ 1650 Graf Johann Philipp III. von Leiningen-Dagsburg
- Sibylle (1619–1678) ⚭  1643 Graf Friedrich Emich von Leiningen-Dagsburg-Hardenburg, Eltern von Maria Polyxena von Leiningen-Dagsburg-Hardenburg, verheiratete Gräfin zu Nassau-Weilburg
- Johanna Agathe (1620–1636)
- Gabriel (1621–1624)
- Johann II. von Waldeck-Landau (1623–1668)

1. ⚭ 1644 Gräfin Alexandrine Marie von Vehlen-Meggen (Tochter von Alexander II. von Velen)
2. ⚭ 1667 Henriette Dorothea von Hessen-Darmstadt

- Louisa (1624–1665) ⚭ 1647 Freiherr Gerhard Ludwig von Effern